# Крістіан Генн
Крістіан Генн (нім. Christian Henn, 11 березня 1964) — німецький велогонщик.
Бронзовий призер Олімпійських Ігор 1988 року в груповій шосейній гонці.